# Xã Bainbridge, Quận Schuyler, Illinois
Xã Bainbridge (tiếng Anh: Bainbridge Township) là một xã thuộc quận Schuyler, tiểu bang Illinois, Hoa Kỳ. Năm 2010, dân số của xã này là 639 người.